# 查克貝 (路易斯安那州)
查克貝（英語：Chackbay）是位於美國路易斯安那州拉福什堂區的一個普查規定居民點。

## 人口
根據2020年美國人口普查的數據，查克貝的面積為71.86平方千米，當中陸地面積為71.86平方千米，而水域面積為0.00平方千米。當地共有人口5370人，而人口密度為每平方千米74.73人。